# Sarabandus robustus
Sarabandus robustus är en skalbaggsart som först beskrevs av Leconte 1875.  Sarabandus robustus ingår i släktet Sarabandus och familjen mjukbaggar. Inga underarter finns listade i Catalogue of Life.